# Aulad Sakr
Aulad Sakr (arab. أولاد صقر) – miasto w Egipcie, w muhafazie Asz-Szarkijja. W 2006 roku liczyło 21 370 mieszkańców.